# Mieczysław Paszkudzki
Mieczysław Justyn Paszkudzki herbu Zadora (ur. ok. 1853) – polski właściciel dóbr, c. k. urzędnik, działacz gospodarczy.

## Życiorys
Rodzina Paszkudzkich pochodziła z ziemi łukowskiej. Mieczysław Justyn Paszkudzki legitymował się herbem szlacheckim Zadora (z tego względu niekiedy przedstawiany jako Mieczysław Zadora Paszkudzki). Był synem Ignacego Panteleona i Marii z rodu Leszkowiczów Baczyńskich herbu Sas oraz młodszym bratem Edgara (ur. ok. 1843, zm. 1907).
W 1872 zdał maturę w C. K. Gimnazjum im. Franciszka Józefa we Lwowie (tzw. „bernardyńskie”). W okresie zaboru austriackiego w ramach autonomii galicyjskiej wstąpił do c. k. służby cywilnej. Od około 1879 był praktykantem konceptowym przy C. K. Namiestnictwie we Lwowie. W tym charakterze od około 1882 był przydzielony do urzędu c. k. starostwa powiatu sokalskiego, a od około 1884 był przydzielony do urzędu c. k. starostwa powiatu tarnopolskiego, gdzie od około 1890 pracował w charakterze koncepisty namiestnictwa. Od około 1891 jako komisarz powiatowy pracował w urzędzie c. k. starostwa powiatu dobromilskiego. Około 1894 do około 1899 w randze komisarza powiatowego był przydzielony do C. K. Namiestnictwa.
Posiadał własności ziemskie, był współwłaścicielem dóbr w Horodłowice (w 1890 współwłaścicielami byli Edgar, Maria, Mieczysław Paszkudzcy), właścicielem majątków Chołowice, Mielnów. Na początku 1893 wsparł budowę filialnej cerkwi w Mielnowie kwotą 500 zł. i materiałem o wartości ok. 300 zł.. Należał do C. K. Towarzystwa Gospodarskiego we Lwowie jako członek oddziału przemysko-mościsko-jaworowsko-bireckiego od około 1893, po przemianowaniu – oddziału przemysko-mościsko-bireckiego od około 1896 do około 1901. W Tarnopolu był działaczem tamtejszego gniazda Towarzystwa Gimnastycznego „Sokół”, około 1891-1892 pełnił funkcję sekretarza wydziału. Od około 1905 do około 1907 był członkiem zarządu Lwowskiego Towarzystwa Właścicieli Realności (pod prezesurą Józefa Neumanna). Był delegatem w Galicji Macierzy Szkolnej dla Księstwa Cieszyńskiego i działał w Towarzystwie naukowej pomocy dla Księstwa Cieszyńskiego. Do 1895 był członkiem Towarzystwa Rybackiego w Krakowie. Zamieszkując w Mielnowie był delegatem do Zarządu Głównego Towarzystwa Wzajemnych Ubezpieczeń w Krakowie. Głosił ideę popierania przemysłu krajowego. Sprawował stanowisko prezesa rady nadzorczej Towarzystwa Zaliczkowego Rolnego w Przemyślu. W 1912 był zastępcą przewodniczącego (Jan Kasprowicz) Komitetu „Daru Chełmskiego” we Lwowie. Zgromadzone przez siebie przedmioty kolekcjonerskie przekazał na rzecz Towarzystwa Przyjaciół Nauk w Przemyślu.
Jako właściciel dóbr tabularnych Chołowice i Mielnów pod koniec XIX wieku uprawnionych do wyboru posła na Sejmu Krajowego w ciele wyborczym większych posiadłości okręgu wyborczego przemyskiego. Ubiegał się o mandat posła VI kadencji Sejmu Krajowego Galicji (1889-1895) w IV kurii w okręgu Rawa (mandat uzyskał Franciszek Jędrzejowicz). Na początku 1897 ubiegał się o mandat do austriackiej Rady Państwa w Wiedniu IX kadencji (1897-1900), konkurując w kurii I okręgu Żółkiew–Rawa–Sokal z prof. Józefem Milewskim, który został posłem. W trakcie tej samej kadencji Rady Państwa startował w wyborach uzupełniających o opróżniony po zmarłym Leonie Chrzanowskim mandat posła okręgu większej posiadłości Przemyśl-Jarosław i 7 lipca 1899 uzyskał 22 głosy, ulegając Stanisławowi Dąmbskiemu, który otrzymał 42 głosy. Był wieloletnim prezesem Organizacji Narodowej 6 okręgu miasta Lwowa. Opowiadał się za tym, aby Lwów pozostał miastem polskim. 24 lipca 1912 zasiadł w kierownictwie Związku Organizacji Narodowych we Lwowie. Został członkiem Rady Miejskiej we Lwowie (Sekcji V) kadencji 1913-1918. Po wybuchu I wojny światowej był sygnatariuszem deklaracji w sprawie legionów, podpisanej 10 listopada 1914. Przed wyborami parlementarnymi w 1922 był przewodniczącym komitetu wyborczego we Lwowie.
Był żonaty z Anielą Marią Dunin-Siemaszko (córka powstańca styczniowego Jana Dunina-Siemaszki, wcześniej nauczycielka u hr. Stanisława Badeniego, delegatka Macierzy Szkolnej dla Księstwa Cieszyńskiego), z którą miał dzieci, w tym synów Jerzego (1885-1940, oficer) i Augusta (ur. 1888, nauczyciel gimnazjalny). Na początku XX wieku zamieszkiwał we Lwowie przy ulicy Krzyżowej 34.

## Wyróżnienia
- Krzyż Mariański (około 1891)[9].
- Honorowe obywatelstwo Dobromila (około 1893)[11], Birczy (około 1897)[15], Nowego Miasta (około 1897)[15].